# Dino Buzzati
Dino Buzzati Traverso (San Pellegrino, 1906. október 16. – Milánó, 1972. január 28.) olasz író, újságíró, festő, költő, a Corriere della Sera újságírója. Világhírét elsősorban a A Tatárpuszta (Il deserto dei Tartari) című regényének köszönhette.

## Élete
A Belluno melletti San Pellegrinóban született, családjuk ősi villájában. Anyja állatorvos volt és Velencéből származott, apja pedig a nemzetközi jog professzora volt, és a nagy múltú Bellunese családból származott. Dino a család négy gyermeke közül a másodikként született. 1924-ben beiratkozott a Milánói Egyetem jogi fakultására, ahol korábban az apja is tanított. Jogi tanulmányai alatt, 22 éves korában szegődött a milánói Corriere della Será-hoz. Haláláig a lap munkatársa maradt. Először a lap korrektúra-részlegénél dolgozott. Később volt riporter, különleges tudósító, esszéíró, szerkesztő és művészeti kritikus is. Gyakran hallani, hogy Buzzati újságírói háttere befolyásolta írásmódját, amely a leghihetetlenebb történetnek is valósághű köntöst ad.
A második világháborúban Buzzati Afrikában szolgált mint újságíró, a Regia Marina kötelékében. A háború után kiadták a Tatárpusztát, amellyel az író gyorsan sikert aratott a kritikusok körében és országos hírnévre tett szert. 1964-ben megnősült, Almeria Antoniazzit vette feleségül. Ugyanebben az évben jelent meg utolsó regénye, az Egy szerelem története (Un amore).
Buzzati rákban halt meg 1972-ben, hosszas betegség után.

## Művészete
1933-ban kezdett fikciót írni. Öt regényt, színdarabokat és rádiójátékokat, számos novelláskötetet és verset írt.
Híres gyerekkönyve magyarul a Medvevilág Szicíliában címmel látott napvilágot (eredetileg: La famosa invasione degli orsi in Sicilia), Barna Imre fordításában.
Buzzati elismert grafikus is volt, előszeretettel párosította rajz- és írástudását. Ennek jegyében jött létre a képregényszerű, Orpheusz legendáját alapul vevő Poema a fumetti, amely magyarul Képes poéma címmel jelent meg.
Leghíresebb regénye, A Tatárpuszta a tatárok támadását váró, a hegyek között megbúvó erődben játszódik. A művet, felfogását és következtetéseit tekintve, az egzisztencialisták munkáihoz, leginkább Albert Camus Sziszüphosz mítosza c. munkájához hasonlítják. A könyvből film is készült, Valerio Zurlini rendezésében (1976).
Buzzati számos novellát is írt, olyan képzeletbeli lényeket szerepeltetve, mint a mumus, vagy mint saját teremtménye, a colombre.
Munkáját néha a Borges nevéhez is kötődő „mágikus realizmus”, valamint a „társadalmi elidegenedés” szellemiségével azonosítják, és a környezet és a képzelet sorsának szembeállítása a zabolátlan technikai haladással szemben visszatérő motívum.
Mint annyi más novellájában és fantasztikus regényében is, Buzatti ,,mindig a köznapiból, az egyediből a teljességre érvényes törvényszerűségek kiismerésére tör, mindenekelőtt a létezés értelmetlenségének, emberi feltételein igazságtalanságának megalázó summázatát fogalmazza, hol parabolákban, hol realisztikus színtéren (mint amilyen az Egy szerelem történeté-ben Milánóé), hol pedig - s legtöbbször - az aprólékosan megrajzolt környezet, állapot, szereplőgárda és történéselemek mesteri átkombinálásával, 'szürrealizálásával', megemelésével..." (Szabó György).

## Művei
- Barnabò delle montagne (1933)
- Il segreto del Bosco Vecchio (1935)
- Il deserto dei Tartari (A tatárpuszta, 1940) Magyar kiadás:
- I Sette Messaggeri (1942 – novelláskötet)
- La famosa invasione degli orsi in Sicilia (Medvevilág Szicíliában, 1945)
- Il grande ritratto (A nagy képmás, 1960, magyarul: Nagyvilág 1963/9.)
- Un amore (Egy szerelem története, 1963)
- Il capitano Pic e altre poesie (1965, versek)

## Magyarul
- A Tatárpuszta; ford. Telegdi Polgár István, bev. Szabó György; Európa, Bp., 1963
- Egy szerelem története. Regény; ford. Telegdi Polgár István; Európa, Bp., 1971
- Hajtóvadászat öregekre. Elbeszélések; vál. Telegdi Polgár István, ford. Dávid Gábor et al.; Európa, Bp., 1974 (Európa zsebkönyvek)
- Riadalom a Scalában / Paura alla Scala; ford. Dávid Gábor, Lator László, Telegdi Polgár István; Európa, Bp., 1980 (Janus-könyvek)
- Képes poéma. Írta és rajzolta Dino Buzzati; ford. Telegdi Polgár István; Magvető, Bp., 1981 (Világkönyvtár)
- Megszólítások. Elbeszélések; ford. Telegdi Polgár István; Magyar Iparművészeti Főiskola, Bp., 1982
- Dino Buzzati, pittore. Dal 18 aprile al 6 maggio 1988 presso la Biblioteca Nazionale "Széchényi" Budapest / Dino Buzzati festményei. 1988. április 18-tól május 6-ig az Országos Széchényi Könyvtárban, Budapest; katalógusszerk. Csapó Zsuzsa; Magyarországi Olasz Kultúrintézet, Bp., 1988
- Riadalom a Scalában. Elbeszélések; ford. Barna Imre et al.; Európa, Bp., 2003
- A colombre. Elbeszélések; ford. Barna Imre, Telegdi Polgár István; Európa, Bp., 2003
- Medvevilág Szicíliában; ill. a szerző, ford. Barna Imre; Ab Ovo, Bp., 2004
- Szerelem utolsó látásra. Képes poéma; ford. Telegdi Polgár István nyomán Dánél Mónika; Nyitott Könyvműhely, Bp., 2005 (Artcomix)